# Aaron Klug
Sir Aaron Klug, OM, PRS, britanski kemik in biofizik, * 11. avgust 1926, Želva, Litva, † 20. november 2018, Cambridge, Anglija, Združeno kraljestvo.
Leta 1982 je prejel Nobelovo nagrado za kemijo za razvoj elektronske kristalografije ter uporabo te metode pri ugotavljanju zgradbe biološko pomembnih kompleksov beljakovin in nukleinskih kislin.
Med letoma 1995 in 2000 bil predsednik Kraljeve družbe.